# Xuân An, Phan Thiết
Xuân An là một phường thuộc thành phố Phan Thiết, tỉnh Bình Thuận, Việt Nam.
Phường Xuân An có diện tích 2,04 km², dân số năm 2001 là 5.564 người. Năm 2015 dân số phường đạt 8.165 người, mật độ dân số đạt 4.002 người/km².